# Потаповский сельсовет (Енисейский район)
Потаповский сельсовет — сельское поселение в Енисейском районе Красноярского края.
Административный центр — село Потапово.

## Население
| 2010 | 2012 | 2013 | 2014 | 2015 | 2016 | 2017 |
| ---- | ---- | ---- | ---- | ---- | ---- | ---- |
| 702  | ↘672 | ↘633 | ↘616 | ↘595 | ↘585 | ↘568 |

## Состав сельского поселения
В состав сельского поселения входит один населённый пункт — село Потапово.

## Местное самоуправление
Потаповский сельский Совет депутатов
Дата избрания: март 2010 года. Срок полномочий: 4 года
Глава муниципального образования
- Невольских Надежда Федоровна. Дата избрания: март 2010 года. Срок полномочий: 4 года